# ڍ
Ḍhal (ڍ) est une lettre additionnelle de l’alphabet arabe utilisée dans l’écriture de l’od, du sindhi et du tamoul arwi.

## Utilisation
Dans l’écriture du sindhi avec l’alphabet arabe, ‹ ڍ › représente une consonne occlusive rétroflexe voisée aspirée [ɖʰ].
En tamoul écrit avec l’arwi, ‹ ڍ › représente une consonne occlusive rétroflexe sourde [ʈ].